# 冯键
冯键（1964年5月—），男，汉族，安徽来安人，中华人民共和国政治人物，曾任四川省人民检察院检察长。现任广东省人民检察院检察长。

## 生平
1985年7月毕业于安徽师范大学政教系政治教育专业。1986年11月加入中国共产党。1988年7月于中国人民大学国际政治系国际共产主义运动史专业获法学硕士学位，1988年7月参加工作，历任江西省社会科学院科学社会主义研究所干部，科学社会主义研究室副主任。1993年7月于中国人民大学国际政治系国际共产主义运动专业获法学博士学位。1993年7月博士毕业进入国家审计署工作，历任国家审计署办公厅干部，信息处主任科员，调研处副处长，值班室副主任、副处级秘书，信息处处长、正处级秘书。1999年5月调至全国人大工作，先后任全国人大常委会预算工作委员会研究室正处级干部，调研室副主任，调研室主任。
2010年11月，任中共四川省委政策研究室主任。2014年3月，任四川省委副秘书长。2015年3月，任巴中市人民政府市长。2016年4月，任巴中市委书记。2017年5月，当选中共十九大代表。2017年6月，任四川省人民检察院副检察长、代理检察长。2018年1月，当选四川省人民检察院检察长。2018年1月，当选第十三届全国人大代表。2018年3月8日，被最高人民检察院授予国家二级大检察官。2023年1月，辞去四川省人民检察院检察长职务。转任广东省人民检察院检察长。